# Tanjung Kasri
Tanjung Kasri is een bestuurslaag in het regentschap Merangin van de provincie Jambi, Indonesië. Tanjung Kasri telt 304 inwoners (volkstelling 2010).